# 분 더우 맘 똠

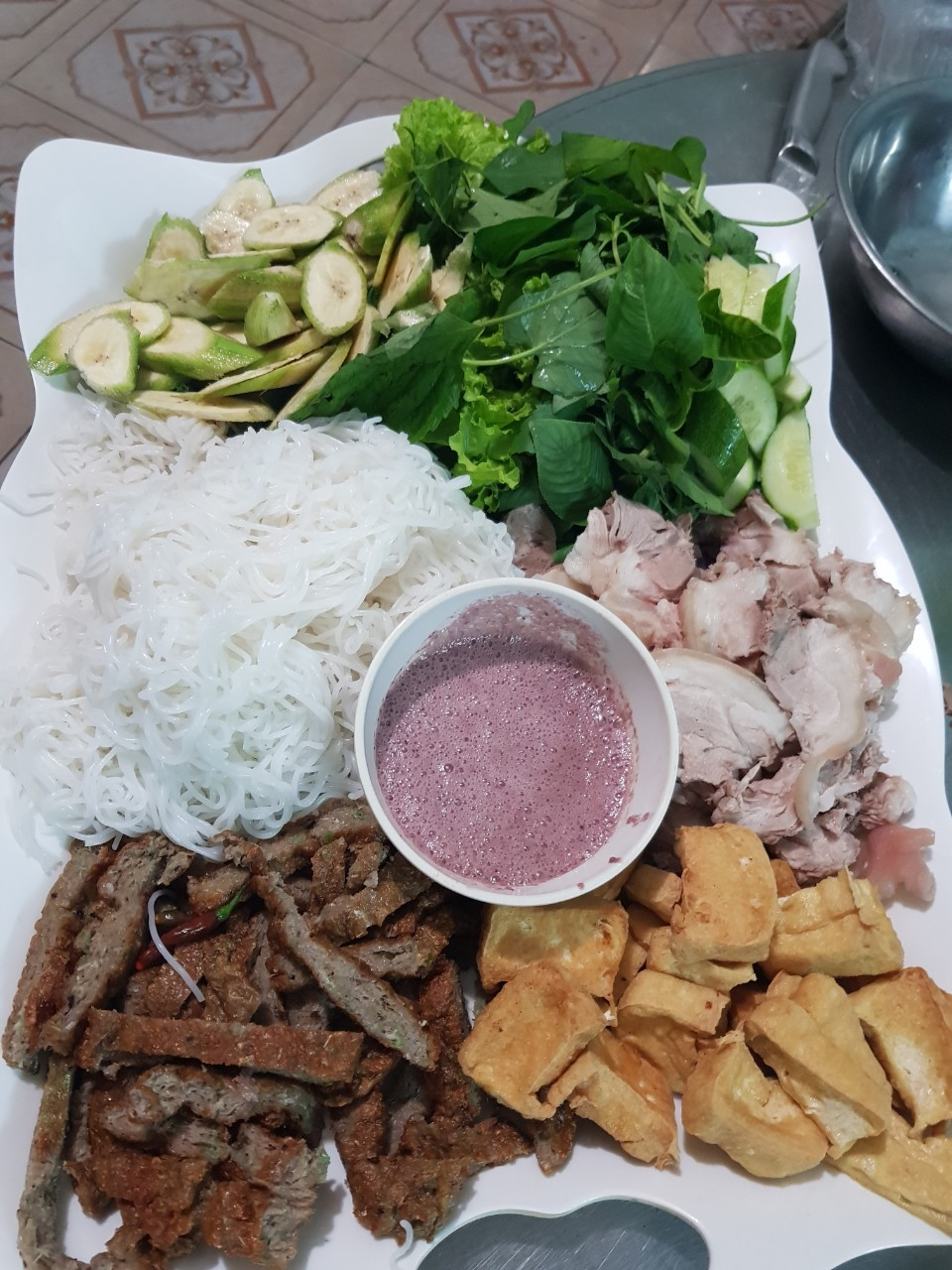
분 더우 맘 똠

분 더우 맘 똠(베트남어: bún đậu mắm tôm)은 베트남의 두부 요리이다. 하노이를 비롯한 북부 지방 음식이며, "분(bún)"은 "쌀국수"를, "더우(đậu)"는 "두부"를, "맘 똠(mắm tôm)"은 "새우장"을 뜻한다. 쌀국수와 튀긴 두부 외에 짜 꼼, 삶은 돼지고기, 냄 쭈어, 조이 등을 칼라만시/라임즙, 고추, 설탕 등을 탄 맘 똠 소스에 찍어 먹는다. 허브와 채소로는 띠어또, 향유, 타이바질, 상추를 흔히 곁들인다.